# Trooper
Trooper este o formație românească de muzică heavy metal, originară din Târgoviște. Numele trupei a fost preluat din titlul piesei The Trooper a formației Iron Maiden.

## Istorie

### 1995–2001
Formația care mai târziu va lua numele de "Trooper", a fost înființată pe 25 octombrie 1995 de frații Alin și Aurelian Dincă împreună cu Ionuț "Oscar" Rădulescu pentru a cânta heavy metal în genul idolilor lor Iron Maiden sau Judas Priest.
Inițial, formația s-a numit Megarock, apoi White Wolf, dar odată cu cooperarea lui Ionuț "Negative" Fleancu iși schimbă definitiv numele în Trooper.
Din 1996 trupa începe să concerteze, în formula de 4, dar simțindu-se nevoia unei a doua chitare, este cooptat Ispas Gabriel.
În 1997 apare un prim demo intitulat Trooper's demo, ce conținea trei piese. Imediat după înregistrarea demo-ului, Gabriel este înlocuit cu Radu "Schija" Pites și în aceeastă formulă Trooper ține mai multe concerte, culminând în 9 mai 1998 cu un concert în deschidere la Iris.
În 1999 are loc o altă schimbare de componență, astfel, Ionuț Fleancu îi lasă locul în spatele tobelor lui Ionuț "John" Covalciuc; Radu Pites părăsește grupul din cauza unor probleme personale, iar locul lui este luat de Laurențiu Popa.
În mai 2001, trupa înregistrează un alt demo "Trooper 2001", discul conținând piesele: "No tomorrow", "Majesty", "Life and death", "Horizons" (varianta română + engleza), "Lacrima" și "Possessed". Astfel, sprijiniți și de un material mai complet, Trooper începe o nouă serie de concerte, cântând împreuna cu alte trupe underground: Zamolxis Metalfest Pitesti (alături de Taine, God, Indian Fall, etc.), Fest Harley Davidson (cu Iris, Quartz, Interitus Dei, Negură Bunget, etc.), concert Dialog (cu Quartz și Voltaj), Metal Heart 1-3. 
În scurt timp piesa "Orizonturi" va avea parte de un clip filmat de TVR 2.

### 2002–2004
Începand cu anul 2002, webzine-ul metalic HMM.ro va incepe promovarea formației Trooper și astfel e lansat un prim EP Trooper, ce conține o premieră pentru Trooper: toate versurile sunt în română. EP-ul conține trei piese proprii și un cover Voltaj, "Nori de Hârtie" (piesă ce a avut mare succes în '82-'83). Urmează concerte în Cluj, Buzău, Sibiu, București, Târgoviște, etc., alături de trupe ca: Iris, Vama Veche, Quartz, etc.
Pe 17 octombrie este lansat primul album de studio, tot prin HMM.ro, intitulat simplu "I", deși pe copertă nu este specificat nici un nume. Lansarea are loc odata cu lansarea albumului de debut al celor de la M.S., "Rugina nu moare". La lansare sunt prezenți mulți dintre cei care au promovat grupul în timp: Lenti Chiriac (MTV, Radio I-III), Doru Ionescu (TVR), FSU (Radio III), Radio Da-Da, Radio Orion, Antena 1, Radio D, Geni Ghenciulescu, Petre Magdin, Pepino (Parlament), etc.
La sfârșitul lui 2002, Trooper concertează în cadrul festivalului "Super Metal Live" în fața a peste 500 de spectatori și ocupă prima poziție la categoriile "Cel mai bun album" și "Cea mai buna trupa metal" în cadrul a 3 sondaje la nivel național.
În 2003 debutează cu o invitație la emisiunea lui Florin Călinescu la postul TV Tele7 abc și alte câteva concerte importante: Metalheart 4, Top T, Studio Rock Open Air, Sepultura și Celelalte Cuvinte, dar, și o decepție, când sunt invitați la un concert alături de Blind Guardian, care ulterior este anulat fără nici o explicație.
În decembrie, Trooper sunt programați în deschidere la thrasherii germani,  Kreator, dar după ce sunt anunțati că timpul lor de urcare pe scenă a fost redus drastic, membrii hotărăsc să nu mai presteze deloc. Acest eveniment fiind urmat și de câteva atacuri în media, deși Trooper își mențin punctul lor de vedere.
În 2004 începe pentru Trooper o pauză și cu multe căutari de studio. În ianuarie înregistrează 12 piese proprii și câteva coveruri, dar din cauza unor dificultăți, numai una ajunge in forma finală, mixată și masterizată: "Un Singur Drum". Totuși, acest moment de studio duce și la editarea unui nou EP, în regim autoprodus și distribuit numai la propriile concerte și prin comandă online. Cu toate acestea, răspunsul fanilor este încurajator: câteva sute de exemplare vândute în câteva săptămâni.
Începand din luna martie, trupa susține numeroase concerte, căutand în acelasi timp și un impresar pentru a spori numărul de prezențe scenice. În acest timp se concretizează conceptul de concerte rock "Supertrooper", un proiect al formației care s-a dorit a fi cvasi-permanent. Dar după numai două ediții acesta este abandonat, din cauza pierderilor financiare.
Cel mai important moment al anului pentru Trooper a fost prezența în cadrul festivalului Stufstock 2. Tot în acea perioadă începe colaborarea cu impresarul Richard Constantinidi, care se destramă prematur, spre sfârșitul anului.

### 2004–2011
În toamna anului 2004, Trooper este rezervată unor concerte de club, unele în format unplugged, iar piesa "Zorii Unei Zile Noi" este filmată pentru al treilea videoclip. Pe 29 noiembrie formația intră în studio-ul Diesel pentru a înregistra piesele celui de-al doilea album. Se înregistrează peste 28 de piese, iar data lansării este stabilită pentru 28 martie 2005. 
Întregul material fiind înregistrat și aproape finalizat este pierdut din cauza defectării harddisk-ului pe care erau stocate toate proiectele. Pentru a nu amâna înca o dată apariția albumului, formația se decide să mai înregistreze iar piesele și să prezinte materialul pe propriul site gratis pentru download. Pe 28 martie, primele piese se regăsesc pe site, iar până pe 7 aprilie }[2005]] întreg albumul, denumit Desant, este urcat. Văzând efectul pozitiv al oferirii materialului gratis pentru download, trupa se hotărăște să iși ofere în acest mod tot materialul existent, video și audio. 
În 2006, formația înregistreaza un nou EP, Gloria – Tribut pentru Iris, acesta fiind, după cum sugerează și numele, un tribut adus de Trooper întregii activități a formației Iris, tuturor membrilor foști și actuali ai acestei trupe. Precum și celalte apariții discografice și acest EP a fost urcat pe site și oferit gratis pentru download.
Al treilea album de studio Trooper este înregistrat în perioada iulie-august 2006, în studiourile "Vița de Vie". LP-ul se va intitula Electric și va fi lansat pe 3 noiembrie.
La începutul anului 2007, a fost lansată online noua versiune a site-ului www.trooper.ro. 
La sfârșitul lunii februarie, a fost gata primul clip al unei piese de pe noul album, la piesa "Rătăcit pe drumul vieții", pe care formația intenționează să-l promoveze intens pe posturile TV muzicale. 
Tot în 2007, Trooper concertează alături de trupe ca: Prodigy, Sepultura, The Cult, Rasmus, etc. 
Trooper înregistrează piesa "Iris" pentru produsul "Cei ce vor fi" al formației Iris. 
Este filmat un nou videoclip la piesa "Amintiri".
Este lansat în octombrie un Box-set care cuprinde toate cele trei albume ale trupei+un dvd, toate ambalate într-o carte ce cuprinde istoria formației. Produsul poartă numele de "TROOPER 12 ANI – AMINTIRI".
La începutul anului 2008, formatia pleacă în turneul național: “Trooper 12 ani – Amintiri”
În data de 4 august 2008, Trooper au fost aleși pentru a deschide concertul de la București al trupei britanice Iron Maiden.
În data de 28 noiembrie 2008, Trooper a lansat noul album Rock'n'roll pozitiv. 
"Discul a fost compus anul acesta și finalizat în ultimele 3 luni printr-o muncă asiduă de studio, care a presupus multe nopți nedormite și o selecție sângeroasă a pieselor și a variantelor acestora. Ajunși la cel de-al patrulea album al carierei, Trooper au pregătit fanilor un material prin care își declară dependența de rock'n'roll și care va fi lansat pe 28 noiembrie printr-un concert special la Clubul Old School Preoteasa din București."
În noiembrie 2008, Trooper lansează un nou album: "Rock’n’Roll Pozitiv". În clasamentele de rock ale anului 2008, Trooper câștigă premiile de cea mai bună formație de rock, cel mai bun album, cea mai bună lansare, cel mai bun concert aniversar. 
În februarie 2009, Trooper pleacă într-un turneu de promovare pentru noul album. În data de 26 aprilie, Trooper deschide concertul celor de la Nazareth în România.
Pe 5 iulie, Trooper cântă în deschidere pentru Manowar. În octombrie, Trooper lansează prima operă rock de după revoluția din 1989. Discul este intitulat: "Vlad Țepeș - Poemele Valahiei". Viața domnitorului Vlad Țepeș este povestită pe tot parcursul albumului. Începand cu luna octombrie, Trooper pleacă în turneul de promovare.
În noiembrie 2010, formația lansează discul "15", primul album live din istoria formației. Trooper sărbătorește 15 ani de activitate printr-o lansare uriașă. Trupa este votată in topul www.metalhead.ro drept cea mai bună trupă a anului (titlu obținut și în precedenții 3 ani) și câștigă locul 1 la cea mai bună lansare și cel mai bun disc.
Pe data de 7 martie 2011, chitaristul Aurelian Dinca, poreclit "Balauru" a fost internat la Spitalul Universitar din București, datorită problemelor de sănatăte, iar pe 9 martie a suferit o intervenție chirurgicală la coloana cervicală. Pentru a-l ajuta să treacă mai ușor peste momentele grele din spital, membrii trupei au postat pe site numărul de telefon al 'Balaurului', pentru ca fanii să îi trimită mesaje de încurajare. Ulterior, chitaristul le-a mulțumit celor care au fost alături de el și i-au trimis mesaje de încurajare. Operația a avut succes, iar Trooper va susține un concert 'unplugged' pe 6 mai, urmând ca banii strânși sa acopere costurile intervenției.
În data de 9 iunie, Trooper au deschis concertul celor de la Scorpions, iar în data de 3 iulie, concertul lui Judas Priest și Whitesnake. În acest timp, trupa lucrează la un nou album de studio.

## Discografie

### Albume de studio
- Trooper I (2002)
- Desant (2005)
- Electric (2006)
- Rock'n'roll pozitiv (2008)
- Vlad Țepes - Poemele Valahiei (2009)
- Voodoo (2011)
- Atmosfera (2013)
- În ziua a opta (2016)
- Ștefan cel Mare - Poemele Moldovei (2018)
- Strigăt (Best of 2002-2019) (2019)
- X  (2022)
- Mihai Viteazul - Poemele Românilor (2024)
- Neuitate - Album aniversar (2025)

### Albume live
- 15 (2010)

### EP-uri
- Trooper's demo (1997)
- Demo 2001 (2001)
- EP 2002 (2002)
- EP 2004 (2004)
- Gloria – Tribut pentru Iris (2006)

## Componență

### Componență actuală
- Alin "Coiotu" Dincă – solist vocal (1995–prezent)
- Aurelian "Balaurul" Dincă – chitară (1995–prezent)
- Cristian Oftez – chitară (2014–prezent)
- Ionuț "Oscar" Rădulescu – chitară bas (1995–prezent)
- Ionuț "John" Covalciuc – baterie (1999–prezent)

### Foști membri
- Ionuț "Negative" Fleancu – baterie (1996–1999)
- Ispas Gabriel – chitară (1996–1997)
- Radu "Schijă" Pites – chitară (1997–1999, decedat în 2009)
- Laurențiu Popa – chitară (1999–2019)